# الكسندر بيرنر
الكسندر بيرنر هو متزلج صدري سويسري، (و. 1901  م).

## وصلات خارجية
- الكسندر بيرنر على موقع اللجنة الأولمبية الدولية (الإنجليزية)
- الكسندر بيرنر على موقع أوليمبيديا (الإنجليزية)